# Metyrapone
Metyrapone (tên thương mại Metopirone) là một loại thuốc dùng để chẩn đoán suy giảm chức năng thận và đôi khi trong điều trị hội chứng Cushing (hypercortisolism).

## Cơ chế
Metyrapone ngăn chặn sự tổng hợp cortisol bằng cách ức chế ngược lại enzym steroid 11β-hydroxylase. Điều này kích thích tiết ACTH, do đó làm tăng mức độ 11-deoxycortisol huyết tương.

## Ứng dụng
Metyrapone có thể được sử dụng trong chẩn đoán suy thận. Metyrapone 30 mg / kg, liều tối đa 3000 mg, được dùng vào lúc nửa đêm thường với bữa ăn nhẹ. Cortisol huyết tương và 11-deoxycortisol được đo vào sáng hôm sau từ 8 giờ đến 9 giờ sáng. Một cortisol huyết tương dưới 220 nmol / l cho biết có sự ức chế thích hợp của 11β-hydroxylase. Do đó, nếu nồng độ 11-deoxycortisol không tăng và duy trì dưới 7 μg / dl (202 nmol / l) và tăng ACTH, thì đó là dấu hiệu cho thấy sự suy giảm thận. Nếu không có 11-deoxycortisol và ACTH tăng, nó có thể sẽ liên quan về một trục HPA khiếm khuyết ở tuyến yên hoặc vùng dưới đồi.
Thử nghiệm Metyrapone có thể giúp xác minh nguyên nhân của hội chứng Cushing. Hầu hết các bệnh nhân rối loạn chức năng tuyến yên và/hoặc tiểu tiện tuyến yên sẽ làm tăng bài tiết ACTH để đáp ứng với metyrapone, trong khi hầu hết các khối u sản sinh ra ACTH ectopic sẽ không. Tuyến yên không phải lúc nào cũng phản ứng lại với metyrapone. 
Metyrapone được sử dụng để kiểm soát y tế về tăng cortisolism trong hội chứng Cushing (ACTH phụ thuộc hoặc độc lập). Mục đích điều trị y tế là để đạt được sự kiểm soát trước khi điều trị chứng tăng tính corticolism, hoặc để kiểm soát các bệnh còn sót lại kéo dài sau phẫu thuật (TSS, phẫu thuật thượng thận). Nó không phải là để điều trị dứt điểm lâu dài / chữa bệnh, chỉ như là một phần phụ (phẫu thuật là mục đích để chữa bệnh trong hầu hết các nguyên nhân của hội chứng Cushing). Metyrapone do đó hoạt động bằng cách ức chế sự phát triển của steroidogene. Một mặt là hirsutism (ở phụ nữ) vì tiền thân của androgen bị tạo ra. 

### Ứng dụng trong thí nghiệm
Metyrapone đã được tìm thấy trong các thử nghiệm ở người rất sớm để làm giảm trí nhớ của những người tình nguyện bình thường. Các tình nguyện viên cho thấy sự suy yếu đáng kể trong khả năng thu hồi những kỷ niệm với nội dung cảm xúc tiêu cực mà không làm suy giảm trí nhớ với nội dung trung lập. Điều này có ý nghĩa quan trọng trong nghiên cứu quá trình chữa bệnh trong rối loạn căng thẳng sau chấn thương. 